# Ronde van Nederland 1980
De 20ste editie van de Ronde van Nederland ging op 10 augustus 1980 van start in Sint-Niklaas. De wielerwedstrijd over vijf etappes eindigde op 15 augustus in Steenwijk. De ronde werd gewonnen door Gerrie Knetemann.

## Eindklassement
Gerrie Knetemann werd winnaar van het eindklassement van de Ronde van Nederland van 1980 met een voorsprong van 57 seconden op Ludo Delcroix.
| Rang | Renner             | Land      | Tijd       |
| ---- | ------------------ | --------- | ---------- |
| 1    | Gerrie Knetemann   | Nederland | 25u 10'25" |
| 2    | Ludo Delcroix      | België    | + 0'57"    |
| 3    | Géry Verlinden     | België    | + 2'45"    |
| 4    | Hennie Stamsnijder | Nederland | + 3'02"    |
| 5    | Leo van Vliet      | Nederland | + 3'58"    |
| 6    | Bert Oosterbosch   | Nederland | + 5'06"    |
| 7    | Jaak Verbrugge     | Nederland | + 5'19"    |
| 8    | Henk Lubberding    | Nederland | + 5'22"    |
| 9    | Roelof Groen       | Nederland | z.t.       |
| 10   | Patrick Pevenage   | België    | + 6'17"    |

## Etappe-overzicht
| Etappe  | Van - naar                | Km       | Etappewinnaar       |
| ------- | ------------------------- | -------- | ------------------- |
| Proloog | Sint-Niklaas              | 3        | Bert Oosterbosch    |
| 1       | Breda - Zandvoort         | 196      | Ludo Delcroix       |
| 2       | Zandvoort - 's-Heerenberg | 220      | Johan van der Velde |
| 3       | 's-Heerenberg - Sittard   | 243      | Jan Raas            |
| 4       | Geldrop - Enter           | 225      | Sean Kelly          |
| 5a      | Enter - Steenwijk         | 109      | Leo van Vliet       |
| 5b      | Steenwijk                 | 20 (TTT) | TI-Raleigh          |

1948 · 1949 · 1950 · 1951 · 1952 · 1953 · 1954 · 1955 · 1956 · 1957 · 1958 · 1959 · 1960 · 1961 · 1962 · 1963 · 1964 · 1965 · 1966 · 1967 · 1968 · 1969 · 1970 · 1971 · 1972 · 1973 · 1974 · 1975 · 1976 · 1977 · 1978 · 1979 · 1980 · 1981 · 1982 · 1983 · 1984 · 1985 · 1986 · 1987 · 1988 · 1989 · 1990 · 1991 · 1992 · 1993 · 1994 · 1995 · 1996 · 1997 · 1998 · 1999 · 2000 · 2001 · 2002 · 2003 · 2004 · 2005 · 2006 · 2007 · 2008 · 2009 · 2010 · 2011 · 2012 · 2013 · 2014 · 2015 · 2016 · 2017 · 2018 · 2019 · 2020 · 2021 · 2022 · 2023 · 2024